# L'autobus/Matrimonio
L'autobus/Matrimonio è un 45 giri del cantautore emiliano Pierangelo Bertoli, pubblicato nel 1974. 

## Descrizione
Pubblicato a nome Angelo Bertoli e il Canzoniere Nazionale del Vento Rosso per la manifestazione nazionale del Fronte Antifascista e di Rinascita Popolare (Napoli - 25 Aprile 1974), contiene due brani inediti; quello sul lato A, L'autobus, verrà reinciso in una nuova versione nell'album A muso duro del 1979.

## Le tracce
Testi e musiche di Pierangelo Bertoli.
1. L'autobus
2. Matrimonio